# Metropolia di Volgograd

Localizzazione dell'Oblast' di Volgograd nella federazione russa.

La metropolia di Volgograd (in russo Волгоградская митрополия?) è una delle province ecclesiastiche che costituiscono la Chiesa ortodossa russa.
Istituita dal Santo Sinodo il 15 marzo 2012, comprende l'intera oblast' di Volgograd nel circondario federale meridionale.
È costituita da 3 eparchie:
- Eparchia di Volgograd
- Eparchia di Kalač (con sede a Kalač-na-Donu)
- Eparchia di Urjupinsk

Sede della metropolia è la città di Volgograd, il cui eparca ha il titolo di "Metropolita di Volgograd e Kamyšin".